# Kuala Kedah
Kuala Kedah is een stad in de Maleisische deelstaat Kedah.
Kuala Kedah telt 7000 inwoners.